# Nereyda Rodríguez
Nereyda Rodríguez (16 de agosto de 1931, Pueblo Nuevo, Santiago de los caballeros, República Dominicana- 1 de octubre de 2011) fue folclorista, maestra y gestora cultural dominicana. Rodríguez fue defensora y promotora de sus raíces afro, fundadora, junto a Fradique Lizardo, y subdirectora del Ballet Folclórico Dominicano, originalmente llamado Ballet Negro y Ballet Blanco y fundadora del Teatro Popular Danzante, además, formó la primera pareja de baile acrobático del país con Mirope Arvelo (Mirito).

## Trayectoria
Nereyda Rodríguez, al final de la dictadura de Rafael Leónidas Trujillo, ingresó a la escuela de la Voz Dominicana, antes La Voz del Yuna, donde recibió un certificado de suficiencia como bailarina profesional, dado en Ciudad Trujillo D.S.D el día 17 de mayo del año 1955, firmado por Arismendi Trujillo Molina y Antonio Elpi, para entonces director de la escuela. Allí inició su carrera en el arte popular, paseándose por los mejores escenarios de la República Dominicana. Incursionó también en la Televisión local, fue parte de la creación del Ballet Blanco, perteneció al Ballet Negro y formó la primera pareja de baile acrobático del país con Mirope Arvelo (Mirito). Además, promovió los ritmos y tradiciones típicas dominicanas.
Para el año 1980 inició la formación del Teatro Popular Danzante, junto a Jaime Lucero (fallecido), Magalis Rodríguez de Abreu y José Contreras. Esta institución cultural representó al país en múltiples eventos nacionales e internacionales en  Estados Unidos, Cuba, Francia, Martinica, Curazao, Guadalupe, Puerto Rico, Haití y Venezuela.
Retirada de las tablas, la profesora emprendió entonces a  entregar a los demás sus conocimientos,  desde la Fundación del Teatro Popular Danzante (Funtepod), como rectora, tutora y principal sostén de esta institución atreves de charla, taller, campamento, carnaval escolar, barrial. Fundadora y mentora de Funtepod, es la primera en asumir con humildad de mujer de pueblo la tarea.
Falleció el 1 de octubre de 2011.

## Honores
La labor artística de Nereyda Rodríguez ha sido reconocida en múltiples ocasiones por instituciones dominicanas.
- El 15 de marzo de 1999 el Poder Legislativo de República Dominicana mediante el Decreto No.104-99 concede la medalla de Condecoración de la Orden al Merito De Duarte, Sánchez y Mella en el grado de Caballero a la Señora Nereyda Rodríguez por sus servicios culturales a la patria.[8]
- La Fundación Brugal Cree en su Gente en 2003 le otorgó el premio en la categoría de Arte y Cultura por contribuir con su trabajo al desarrollo y difusión del patrimonio cultural del país.[9]
- Así mismo, el Ayuntamiento del municipio de Santiago de los Caballeros el 2 de marzo de 2004 en ocasión del aniversario del "Día internacional de la Mujer" por ser una persona que contribuyó al desarrollo de la sociedad y una distinguida dama cuya labor la hace acreedora del respeto y admiración de los munícipes la declaró Hija meritoria de su natal Santiago.
- De igual manera el 1 de julio del 2004 dentro del marco de actividades de celebración de aniversario de Casa de Teatro el Señor Freddy Ginebra le hizo entrega de una placa de reconocimiento por ser alma y corazón de la música y la danza dominicana.
- El 10 de febrero de 2006 mediante el decreto 173-01 quedó instituido el Día Nacional del Folklore y la Secretaria de Estado de Cultura de República Dominicana, y a propósito de este festejo, destacó la vida y obra de artistas dominicanos, entre los que estuvo Rodríguez otorgándole un diploma de honor declarándola Nereyda Rodríguez "Valor Cultural Dominicano".
- El 29 de abril de 2007 en el día internacional de la danza fue declarada por la Secretaria de Estado de Cultura y por la Dirección Nacional de la Danza "Gloria Nacional de la Danza de República Dominicana" por sus más de 50 años en el Arte."
- Mediante el decreto 103-09 de fecha 9 de febrero de 2009 emitido por el presidente Leonel Fernández Reyna quedó constituido el Nuevo Consejo Nacional de Cultura para el periodo 2009-2012 y  Nereyda era la Representante de las Organizaciones Populares.[10]
- El Encuentro de Danza Contemporánea (Edanco), realizó en 2012, en su octava versión un homenaje a la «glorias de la danza dominicana», Nereyda Rodríguez y Mirito Arvelo, por su legado en la danza nacional, con la presencia del bailarín dominicano Diego Arvelo, hijo de Mirito.[11]
- En 2012, el 22 de agosto, en el día internacional del folclor, la Federación Dominicana de Arte y Cultura le entregó una placa de reconocimiento por ser maestra de generaciones, guía y mentora que desde el Teatro Popular Danzante ha promovido lo mejor del folclore Dominicano por todo el país.[12]
- "Por Ella, 33 aniversario", en 2013, así  bautizaron el montaje artístico que contó con la participación de más de 100 personas en escena, bajo la dirección de Senia Rodríguez( Su única hija y discípula) y Alexander Duval, en un evento que la  Fundación Teatro Popular Danzante celebró la vida de su fundadora, la folclorista Nereyda Rodríguez.[13][14]
- En 2018 el Ministerio de Cultura Rindió tributo a la trayectoria de varios folcloristas dominicanos, entre ellos Nereyda Rodríguez, a propósito del día internacional del folclor.[15]
- El 28 de marzo de 2019, FUNTEPOD organizó en el  Colegio de Gorjón, Sede del Centro Cultural de España Santo Domingo, una conferencia titulada: «Nereyda Rodríguez, una mujer multifacética» la cual se tornó en una noche de testimonios alrededor de la vida de Rodríguez en sus diferentes facetas como artista, folclorista, gestora cultural, maestra, creadora de grandes iniciativas y mujer negra reconocida como valor cultural dominicano.[16]